# 兵庫県道466号鮎原江井線
兵庫県道466号鮎原江井線（ひょうごけんどう466ごう あいはらえいせん）は、兵庫県洲本市から淡路市に至る一般県道である。

## 概要
洲本市五色町鮎原南谷から淡路市江井に至る。

### 路線データ
- 起点：洲本市五色町鮎原南谷（南谷交差点、兵庫県道66号大谷鮎原神代線交点）
- 終点：淡路市江井（桃川交差点、兵庫県道31号福良江井岩屋線交点、兵庫県道230号江井港線終点）
- 総延長：8.532 km

## 路線状況

### 重複区間
- 兵庫県道468号明神安乎線（淡路市山田甲）

## 地理

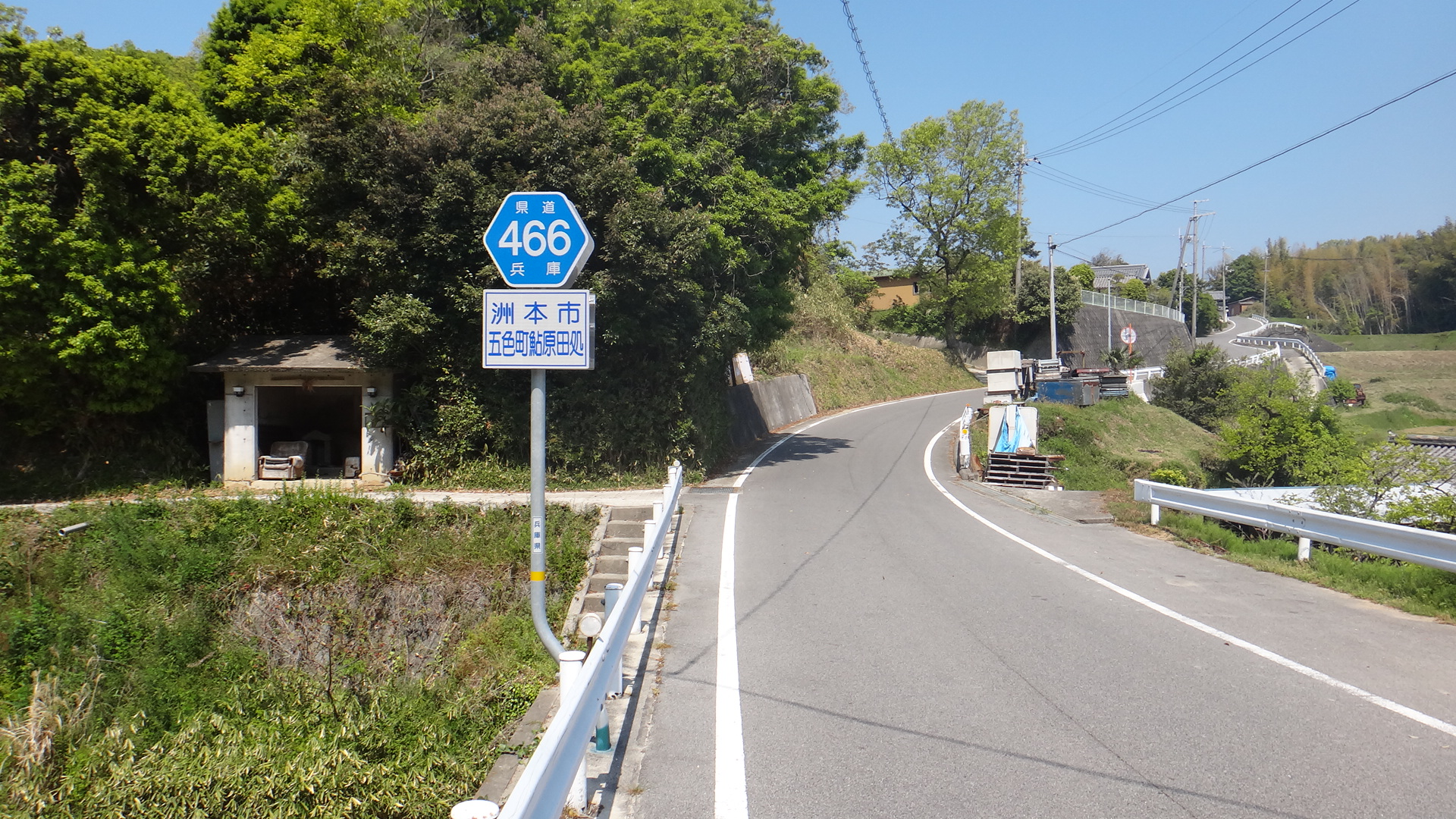
洲本市五色町鮎原田処

### 通過する自治体
- 洲本市
- 淡路市

### 交差する道路
| 交差する道路                                     | 市町村名 | 交差する場所   | 交差する場所      |
| ------------------------------------------------ | -------- | -------------- | ----------------- |
| 兵庫県道66号大谷鮎原神代線                       | 洲本市   | 五色町鮎原南谷 | 南谷交差点 / 起点 |
| 兵庫県道468号明神安乎線 重複区間起点             | 淡路市   | 山田甲         |                   |
| 兵庫県道468号明神安乎線 重複区間終点             | 淡路市   | 山田甲         |                   |
| 兵庫県道31号福良江井岩屋線 兵庫県道230号江井港線 | 淡路市   | 江井           | 桃川交差点 / 終点 |

### 沿線
- 洲本市立鮎原小学校
- 淡路山田郵便局